# Грицай Олег Анатолійович
Олег Анатолійович Грицай (*26 вересня 1974, Чернігів) — український футболіст,нападник, один із найкращих голеадорів першої ліги.

## Біографія
Вихованець чернігівського футболу, займався в місцевій СДЮШОР у тренера Валерія Никифоровича Підгорного. По закінченні навчання, грав у аматорському клубі «Чексіл».
У 1994 році перейшов до черкаського «Дніпра», який на той час виступав у першій лізі. Дебютував на професійному рівні 10 квітня 1994 року, у матчі «Дніпро» (Черкаси)- «Електрометалург НЗФ» (Нікополь). Свій перший м'яч у професійній кар'єрі забив 5 травня 1996 року, у ворота клубу «Ратуша» (Кам'янець-Подільський). Ставав найкращим бомбардиром першої ліги в сезонах 1997- 1998 — (22 м'ячі), розділивши лаври найкращого голеадора з Геннадієм Скиданом із СК «Миколаїв», та 1998-1999 роках — (19 голів).
В 2000 році, разом зі своїм молодшим братом Олександром, перейшов до клубу вищої ліги «Дніпро»(Дніпропетровськ). Проте, в елітному дивізіоні зумів відзначитися тільки раз, забивши запорізькому «Металургу».
Не змігши закріпитись в основному складі дніпрян, продовжив кар'єру в клубах першої та другої ліг, але так і не спромігся вийти на попередній бомбардирський рівень. Закінчив активні виступи в 2008 році, в аматорському клубі «Ходак», де був його капітаном.

## Досягнення
- Найкращий бомбардир першої ліги: (2) 1997/1998 — (22 гола), 1998/1999 — (19 голів)

## Статистика
| Сезон     | Клуб                      | Ліга       | Чемпіонат | Чемпіонат | Кубок | Кубок |
| Сезон     | Клуб                      | Ліга       | Матчі     | Голи      | Матчі | Голи  |
| --------- | ------------------------- | ---------- | --------- | --------- | ----- | ----- |
| 1992/1993 | Чексіл(Чернігів)          | ААФУ       | 1         | 0         | —     | —     |
| 1993/1994 | Чексіл(Чернігів)          | ААФУ       | 7         | 0         | —     | —     |
| 1993/1994 | Дніпро (Черкаси)          | Перша ліга | 9         | 0         | —     | —     |
| 1994/1995 | Дніпро (Черкаси)          | Перша ліга | 37        | 0         | 1     | 0     |
| 1995/1996 | Дніпро (Черкаси)          | Перша ліга | 20        | 0         | 2     | 0     |
| 1995/1996 | Кристал (Чортків)         | Перша ліга | 21        | 2         | —     | —     |
| 1996/1997 | Спартак(Івано-Франківськ) | Вища ліга  | 12        | 0         | 1     | 0     |
| 1996/1997 | ФК Черкаси                | Перша ліга | 21        | 6         | —     | —     |
| 1997/1998 | ФК Черкаси                | Перша ліга | 42        | 22        | 2     | 1     |
| 1998/1999 | ФК Черкаси                | Перша ліга | 36        | 19        | 6     | 2     |
| 1999/2000 | ФК Черкаси                | Перша ліга | 17        | 13        | —     | —     |
| 1999/2000 | Дніпро(Дніпропетровськ)   | Вища ліга  | 7         | 0         | 2     | 0     |
| 1999/2000 | Дніпро-2                  | Друга ліга | 7         | 3         | —     | —     |
| 2000/2001 | Дніпро(Дніпропетровськ)   | Вища ліга  | 5         | 1         | —     | —     |
| 2000/2001 | Дніпро-2                  | Перша ліга | 2         | 0         | —     | —     |
| 2000/2001 | Дніпро-3                  | Друга ліга | 2         | 0         | —     | —     |
| 2001/2002 | Нафком(Бровари)           | Друга ліга | 15        | 3         | —     | —     |
| 2001/2002 | Полісся(Житомир)          | Перша ліга | 7         | 0         | 1     | 0     |
| 2002/2003 | Десна(Чернігів)           | Друга ліга | 11        | 0         | —     | —     |
| 2003/2004 | Дніпро (Черкаси)          | Друга ліга | 14        | 2         | 1     | 1     |
| 2006      | Ходак(Черкаси)            | ААФУ       | 10        | 1         | —     | —     |
| 2007      | Ходак(Черкаси)            | ААФУ       | 8         | 2         | —     | —     |
| 2008      | Ходак(Черкаси)            | ААФУ       | 6         | 1         | —     | —     |